# جولین ریگان
جولین ریگان (به انگلیسی: Julianne Regan؛ زادهٔ ۳۰ ژوئن ۱۹۶۲) خواننده-ترانه‌پرداز و موسیقی‌دان انگلیسی-ایرلندی می‌باشد که در اواخر دههٔ ۱۹۸۰ و اوایل دههٔ ۱۹۹۰ با به‌وجود آوردن گروهٔ موسیقی آل ابات ایو به شهرت دست یافت و نقش ترانه‌پرداز و خوانندهٔ اصلی این گروه موسیقی را برعهده داشت.